# Margarete von Gottschall
Margarete von Gottschall (geborene Maria Emilie Rieckeheer; * 10. Februar 1870 in Burg bei Magdeburg; † 2. August 1949 in Konstanz) war eine deutsche Schriftstellerin, die über 50 Romane, Erzählbände und Theaterstücke veröffentlichte.

## Leben
Margarete stammte aus der Familie der Kaufleute Cäsar und Hermann Rieckeheer in Burg. Sie heiratete 1889 den Juristen Willibald von Gottschall (1856–1937), der der zweite Sohn des bekannten Schriftstellers Rudolf von Gottschall war, und lebte mit ihm zunächst in Leipzig.
Von 1905 bis etwa 1908 war dieser Regierungsrat in Bromberg in der Provinz Posen. Seit etwa 1909 lebten sie  in Düsseldorf, wo auch die Tochter Maria Irene Gottschall in diesem Jahr geboren wurde und spätestens seit 1913 in Arnsberg im Sauerland.
Margarete von Gottschall wohnte seit etwa 1936 in Konstanz, wo sie 1949 starb.

## Schriftstellerisches Werk
Margarete von Gottschall veröffentlichte etwa 55 Romane, Erzählungen und vor allem Schauspiele,  zunächst unter dem Pseudonym M. v. Witten, erst ab etwa 1922 mit ihrem Namen.   Nur von Nach Ostland wollen wir reiten (1909), Die Rosen der heiligen Elisabeth (1913), Wittekind (1922) und  Die Madonna im Walde (1927) sind mehrere Auflagen feststellbar. In zeitgenössischen Literaturgeschichten wurde sie nur kurz erwähnt.
Ihr Roman Nach Ostland wollen wir reiten (1909) beschreibt die Geschichte des Posener Landes im 13. Jahrhundert, wobei die historischen Vorgänge stark in deutschnationaler Sicht verändert dargestellt wurden, mit der  Grundaussage, dass die erst die Deutschen Kultur in diese Region gebracht hätten.

## Werke (Auswahl)
Sie veröffentlichte unter dem Pseudonym M. v. Witten bis etwa 1922. Einige Werke wurden seit 2011 neu aufgelegt.
- Undine. Dramatisches Märchenspiel in vier Akten. Leipzig: Wigand 1894. 64 S.

- Hans Heiling. Eine Geschichte aus den Siebziger Jahren. 1901
- Unsere Ostmark. 1907
- Nach Ostland wollen wir reiten! Geschichtlicher Roman aus polnischer Zeit, 1909, Neuauflage Schöningh, Paderborn, 1924, 388 S.
- Konrad Wendland. Geschichtliche Erzählung. 1911
- Vorfrühling. Erzählung. 1913
- Die Rosen der heiligen Elisabeth. Festspiel in zwei Akten. Warendorf: Heker 1913. 20 S.
- Treu unserm Kaiser! Dramatisches Gedicht. Arnsberg: Stein [um 1915]
- Auf heiß umstrittener Erde. Roman. Leipzig, Wien: Bibliogr. Inst. 1920. 206 S. (Bücherei des dt. Ostens Herne)
- Vom Erdenwallen unseres Herren. Ein Christusspiegel nach den vier Evangelien. Breyel: Resch 1920. 68 S.
- Das Fest der Liebe. Ein Lustspiel für die Weihnachtszeit in zwei Akten. Warendorf: Heker 1921. 32 S.
- Gesunden! Weihnachtsspiel in einem Akt. Warendorf: Heker 1921. 23 S.
- Die Jungfrau von Orleans. Romantisches Bühnenspiel für die Mädchenbühne nach dem Quellenstudium Eyssels frei bearbeitet. Warendorf: Heker 1921. 63 S.
- Marienkind. Ein Bühnenspiel für die Mädchenbühne nach dem gleichnamigen Märchen der Brüder Grimm bearbeitet. Warendorf: Heker 1921. 54 S.
- Die Spitzenklöpplerin. Weihnachtsspiel für die Mädchenbühne. Warendorf: Heker 1921. 19 S.
- Alle Jahre wieder… Weihnachtsspiel in einem Akt. Warendorf: Heker [1921]. 12 S.
- Rosa von Tannenburg. Schauspiel für die Mädchenbühne frei nach Christoph von Schmidts gleichnamiger Erzählung. Warendorf: Heker 1921. 63 S.
- Alte rheinische Geschichten. Burg/Wupper: Niederrhein. Verlag 1922. 146 S.
- Lorelei. Ein Spiel vom deutschen Rhein mit Tanz und Gesang. Warendorf: Heker [1922]. 60 S.
- Claus Störtebecker. Drama in fünf Akten. Warendorf: Heker 1922. 51 S.
- Wittekind. Deutscher Heimatroman aus der Weltwendezeit des 8. Jahrhunderts. Münster: Aschendorff 1922. 247 S; 2. Aufl. Münster: Aschendorff 1925
- Der Dombau von Köln. Romantisches Schauspiel in vier Akten. Warendorf: Heker 1923. 48 S.
- Dämon Gold. Drama in fünf Akten. Warendorf: Heker [1923]. 39 S.
- Die weiße Rose. Romantisches Bühnenspiel. Warendorf: Heker 1923. 39 S.
- Sterntaler. Bühnenspiel mit Reigen. Warendorf: Heker 1923. 15 S.
- Deutschlands Geburt. Ein deutsches Feiertagsspiel aus der Zeit vor 1000 Jahren in fünf Akten. Leipzig: Strauch 1925. 60 S. (=Jugend- und Volksbühne 473f.)
- Rübezahl, der Herr der Berge. Romantisches Volksschauspiel mit Reigen und Gesang. Münster: Vollmer [1925]. 84 S.
- Barbarossas Vermächtnis. Ein Festspiel zur Jahrtausendfeier der Rheinlande. Fünf Akte, Lieder, Gesang und Reigen. Münster: Vollmer 1925. 78 S.
- Evchen. Dramatisches Spiel mit Reigen. Oberammergau: Volksbühnenverlag 1925. 23 S.
- Errettet. Rosenkranzspiel in einem Aufzug. München: Höfling [1926]. 24 S. (= Höflings Mädchenbühne 2379)
- Gudrun. Dramatische Dichtung in vier Akten. Leipzig: Strauch 1926. 50 S., auch als Libretto
- Soll und Haben. Schauspiel nach dem gleichnamigen Roman von Gustav Freytag. Leipzig: Strauch 1926. 80 S. (=Jugend- und Volksbühne 516/517)
- Die Bäckersfrau von Mainz. Ein lustiges Spiel in zwei Akten. Leipzig: Strauch [1927]. 23 S. (= Jugend- und Volksbühne 560)
- Der Schwanritter vom Rhein. Volksspiel nach alten Sagen. Musik und Reigen ist eingeflochten. Leipzig: Strauch 1927. 63 S.
- Zwei Schwestern. Ein Zwiegespräch. München: Höfling 1927. 5 S. (= Höflings Mädchenbühne 2398)
- Die Madonna im Walde. Bühnenspiel für Mädchen, mit Musik und Reigen. München: Höfling 1927. 64 S. (= Höflings Mädchenbühne 2403); 4. Aufl. München: Höfling 1929
- Wegewarte. Ein Legendenspiel für die Weihnachts- und Winterzeit. München: Höfling 1927. 23 S. (= Höflings Mädchenbühne 2406)
- Das höchste Glück. Dramatische Szene. München: Höfling 1927. 8 S.
- Der Weg zum Paradies. Legendenspiel. Oberammergau: Volksbühnenverlag 1927. 46 S.
- Don Bosco. Dramatisches Lebensbild in fünf Akten. München: Salesianer-Verlag 1929. 111 S. (= Jungenbücher 11)